# 密克罗尼西亚联邦驻华大使馆
密克罗尼西亚联邦驻中华人民共和国大使馆（英語：Embassy of the Federated States of Micronesia in the People's Republic of China），简称密克罗尼西亚联邦驻华大使馆，是密克罗尼西亚联邦在中华人民共和国的最高外交代表机构。馆址位于中国北京市朝阳区建国门外外交公寓1-1-11。

## 历史
1989年9月11日，密克罗尼西亚联邦与中华人民共和国建交。2007年12月21日，密克罗尼西亚联邦驻华大使馆正式开馆。